# Simienatus scotti
Simienatus scotti is een hooiwagen uit de familie Assamiidae.